# داياهانج راي
داياهانج راي (بالنيبالية: दयाहाङ राई)‏ هو كاتب مسرحي ومخرج وممثل نيبالي، ولد في 13 أبريل 1980 في نيبال.

## أعمال

### أفلام
- (2016) الشمس البيضاء

## وصلات خارجية
- داياهانج راي على موقع IMDb (الإنجليزية)
- داياهانج راي على موقع ميتاكريتيك (الإنجليزية)
- داياهانج راي على موقع روتن توميتوز (الإنجليزية)
- داياهانج راي على موقع قاعدة بيانات الأفلام العربية
- داياهانج راي على موقع ألو سيني (الفرنسية)
- داياهانج راي على موقع أول موفي (الإنجليزية)
- داياهانج راي على موقع قاعدة بيانات الفيلم (الإنجليزية)
- داياهانج راي على موقع ليتربوكسد (الإنجليزية)
- داياهانج راي على موقع كينوبويسك (الروسية)